# Palazzo della Missione

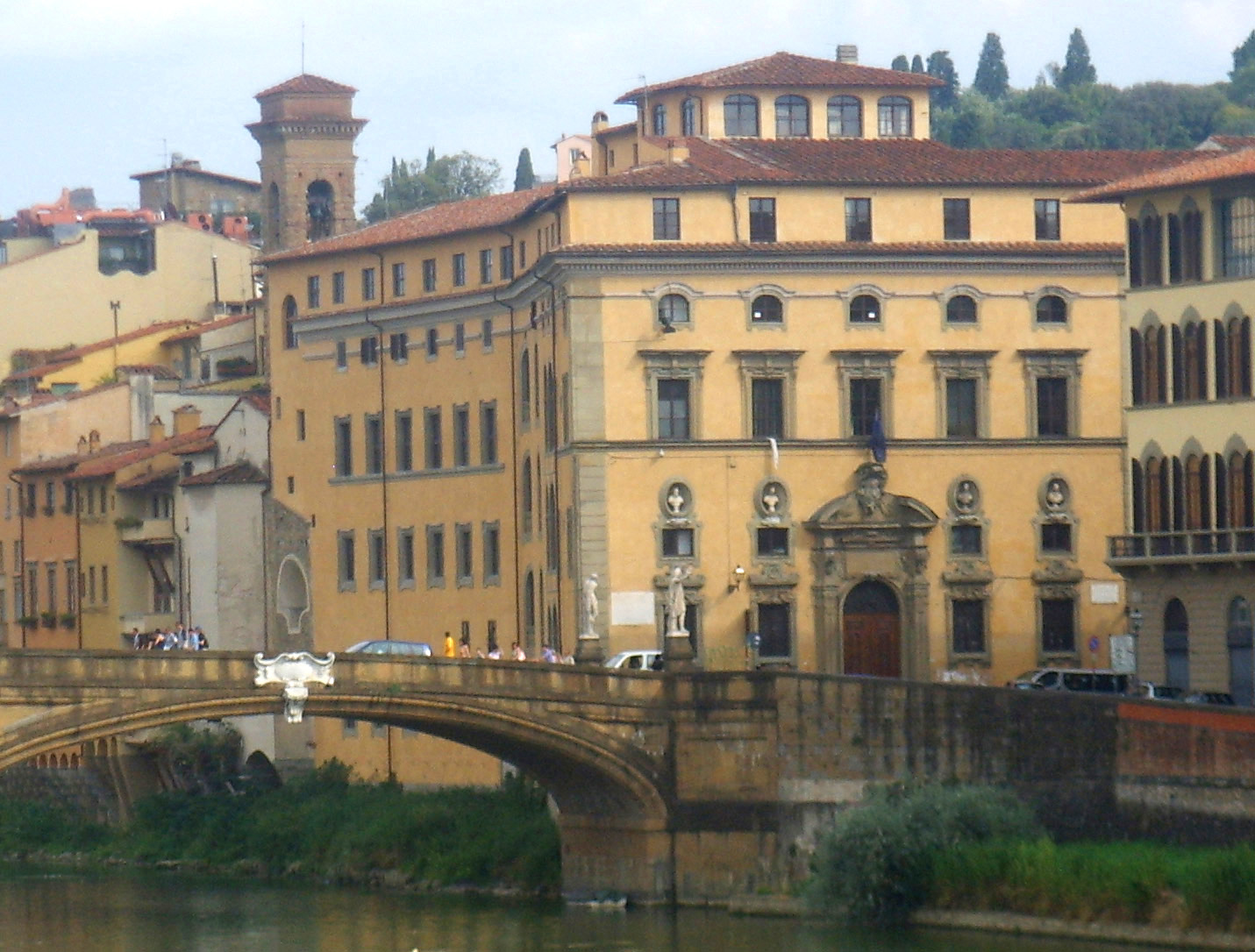
A fachada do Palazzo della Missione estende-se no lungarno ao lado da Ponte Santa Trinita

"Estando muitos cidadãos um dia, para enterrar uma mulher morta, na Piazza de' Frescobaldi […] e estando sentados, os Donati e os Cerchi, uma parte em frente à outra, um para arranjar as roupas ou por outra razão levantou-se. Os adversários, por suspeita, também se levantaram, e meteram mãos às espadas; os outros fizeram o mesmo: e vieram à luta: os outros homens que ali estavam juntos, interpuseram-se e não os deixaram lutar." (Dino Compagni, Cronica delle cose occorrenti ne' tempi suoi, Livro I, 20)
O Palazzo della Missione é um palácio de Florença que se encontra na Piazza de' Frescobaldi, no término do Lungarno Guicciardini e da Via Maggio, no bairro de Oltrarno à entrada da Ponte di Santa Trinita.

## História

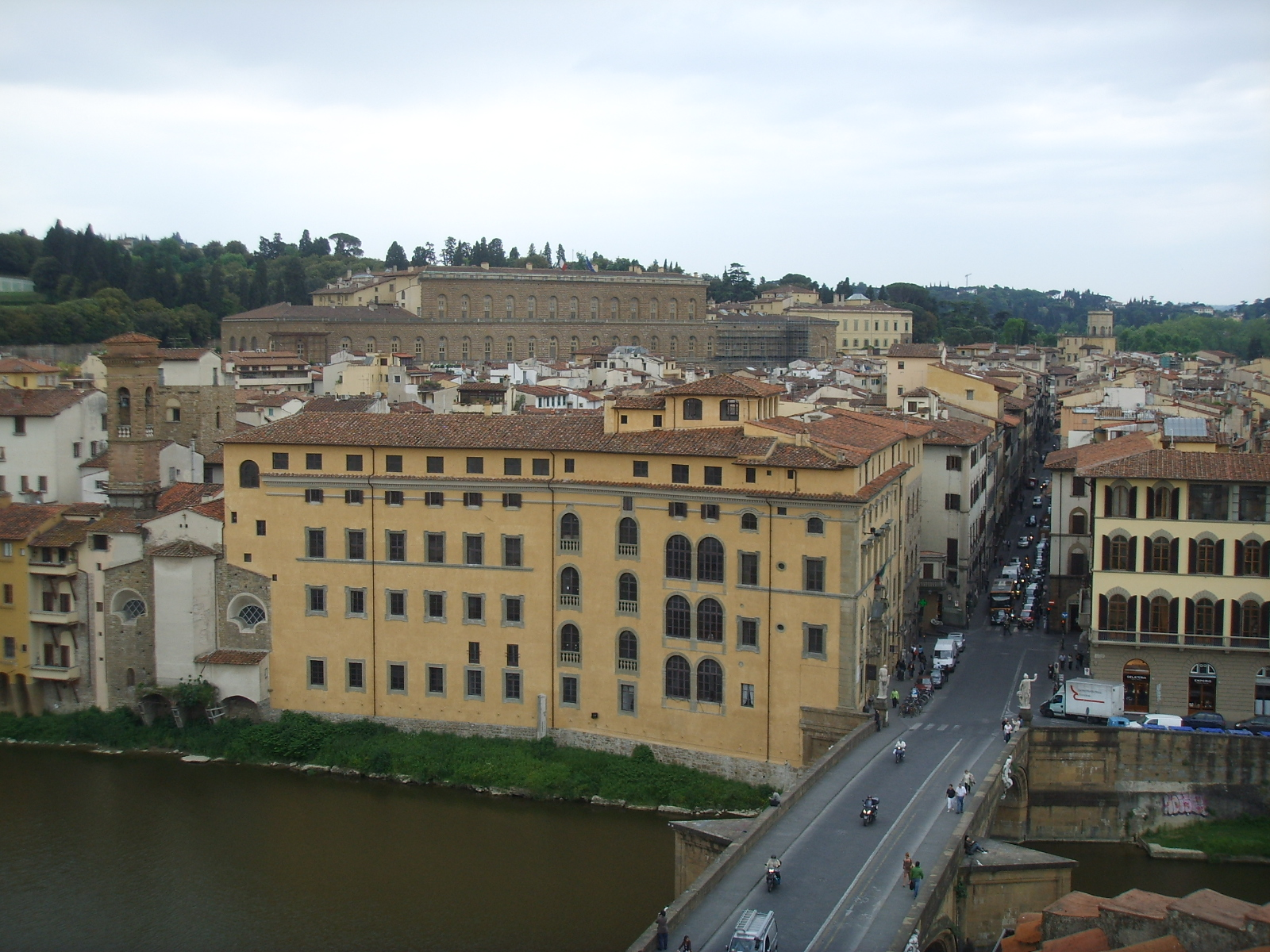
Vista aérea do palácio, com o Palazzo Pitti ao fundo.

Ali se encontrava o antigo palácio dos Frescobaldi, o principal da família, guardando a ponte que estes tinham financiado, a Ponte di Santa Trinita. O prestígio da família e do palácio é testemunhado pelos numerosos hóspedes na época de Berto Frescobaldi e dos poetas Dino Frescobaldi e o seu filho Matteo Frescobaldi, entre os quais se destaca Carlos de Valois, defensor na Itália do Papa Bonifácio VIII, que aqui residiu durante a sua ocupação de Florença.
Veio o dito senhor Carlos na cidade de Florença domingo aos IV de Novembro, e pelos cidadãos foi muito honrado, com pálio e com animadores. […] O senhor desmontou na casa dos Frescobaldi. Foi-lhe bastante pedido que desmontasse onde o grande e honrado rei Carlos desmontou, e todos os grandes senhores que na cidade viviam, que o espaço era grande e o lugar seguro. Dino Compagni, Cronica delle cose occorrenti ne' tempi suoi, Livro II, 9

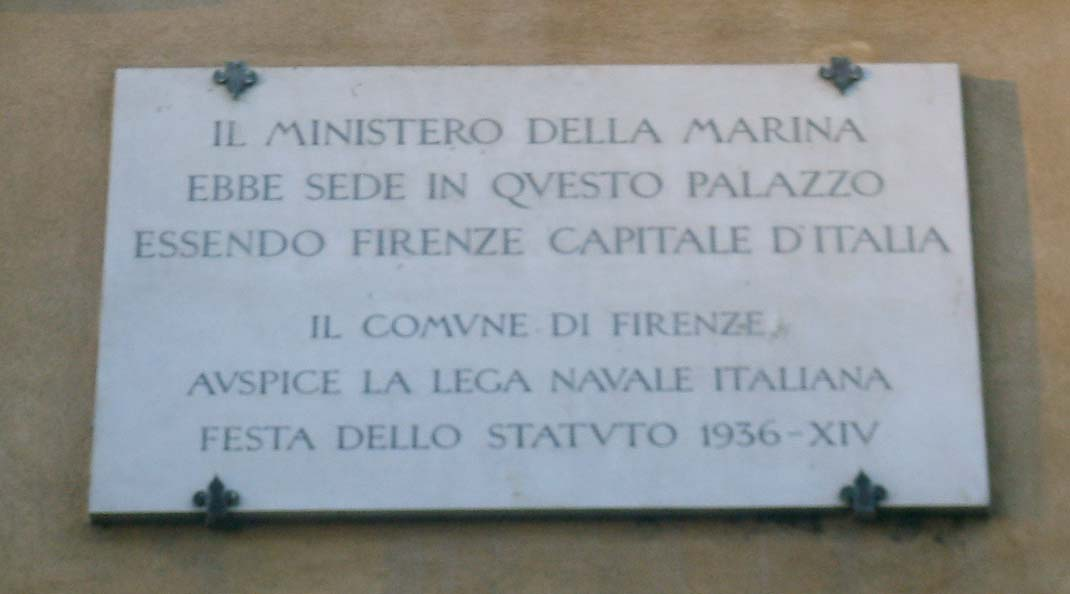
Placa na fachada que recorda o período em que o palácio foi sede do Ministério da Marinha

Na praça, os Frescobaldi também possuiam uma torre e uma loggia frente ao palácio. Aqui, sempre Dino Compagni ricorda como houve algumas lutas entre Guelfos brancos e Guelfos negros que levaram em seguida à lamentável guerra civil que foi a ruína de Dante Alighieri.
O palácio foi incendiado uma primeira vez no século XIV e depois destruído no século XVI para ali se fundar o convento dos Agostinianos de San Jacopo (Santiago Maior), ligado à adjacente Igreja de San Jacopo Soprarno. Os religiosos também eram chamados de Frati della Missione (Frades da Missão) e por este título nasce o novo nome do palácio.
A família já se tinha mudado então para a Via Santo Spirito, onde, no século XVII, foi edificado o novo Palazzo Frescobaldi, enquanto nesse mesmo ano o arquitecto Bernardino Radi edificava o palácio actual, com as decorações na fachada composta pelos bustos dos grão-duques da Casa Médici.
No século XIX hospedou um instituto escolástico, o Reale Istituto Superiore di Magistero Femminile. Durante o breve período em que Florença foi capital do Reino de Itália (1865-1871), hospedou o Ministério da Marinha, como recorda uma placa na fachada.

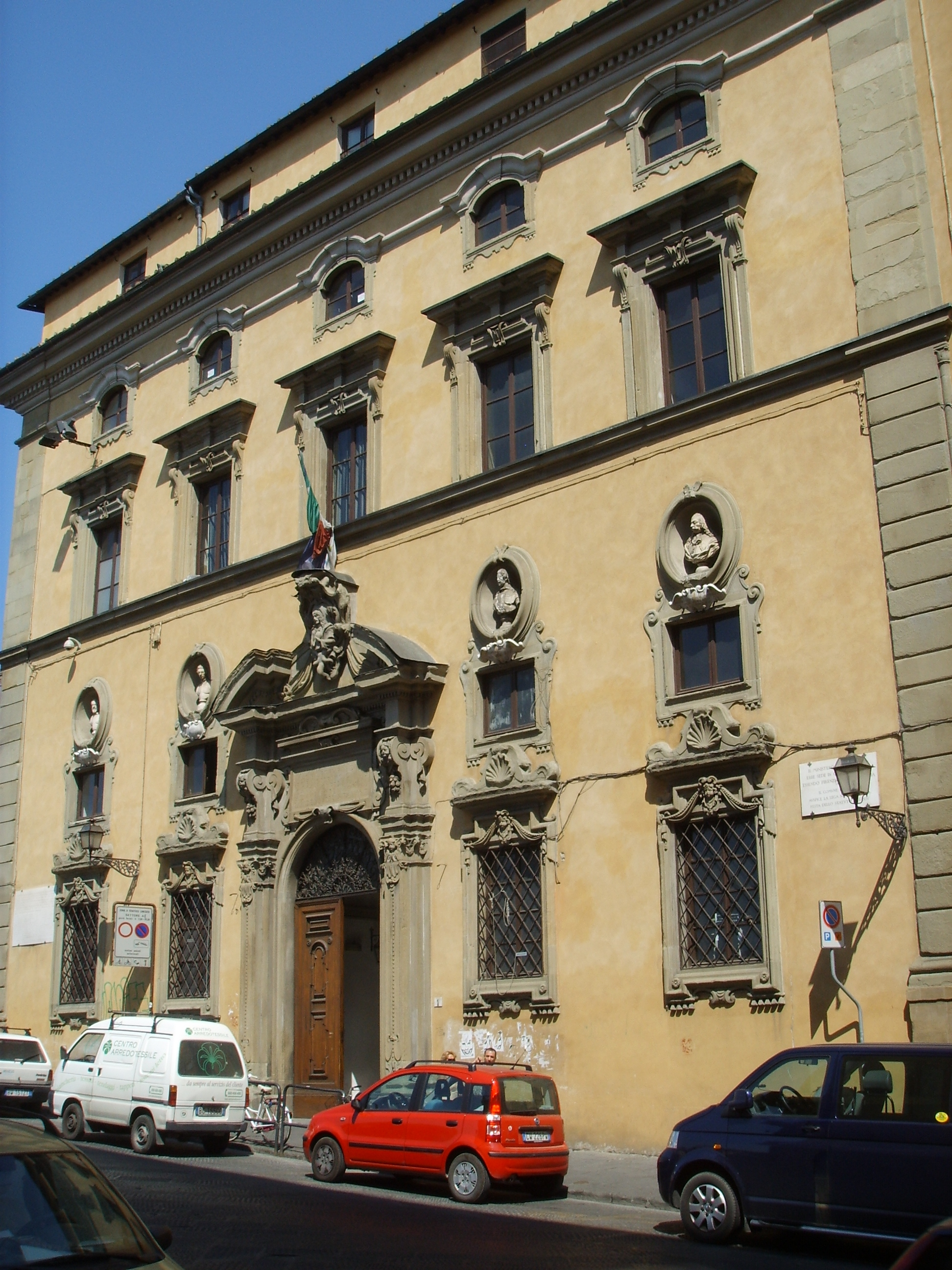
Fachada principal do palácio
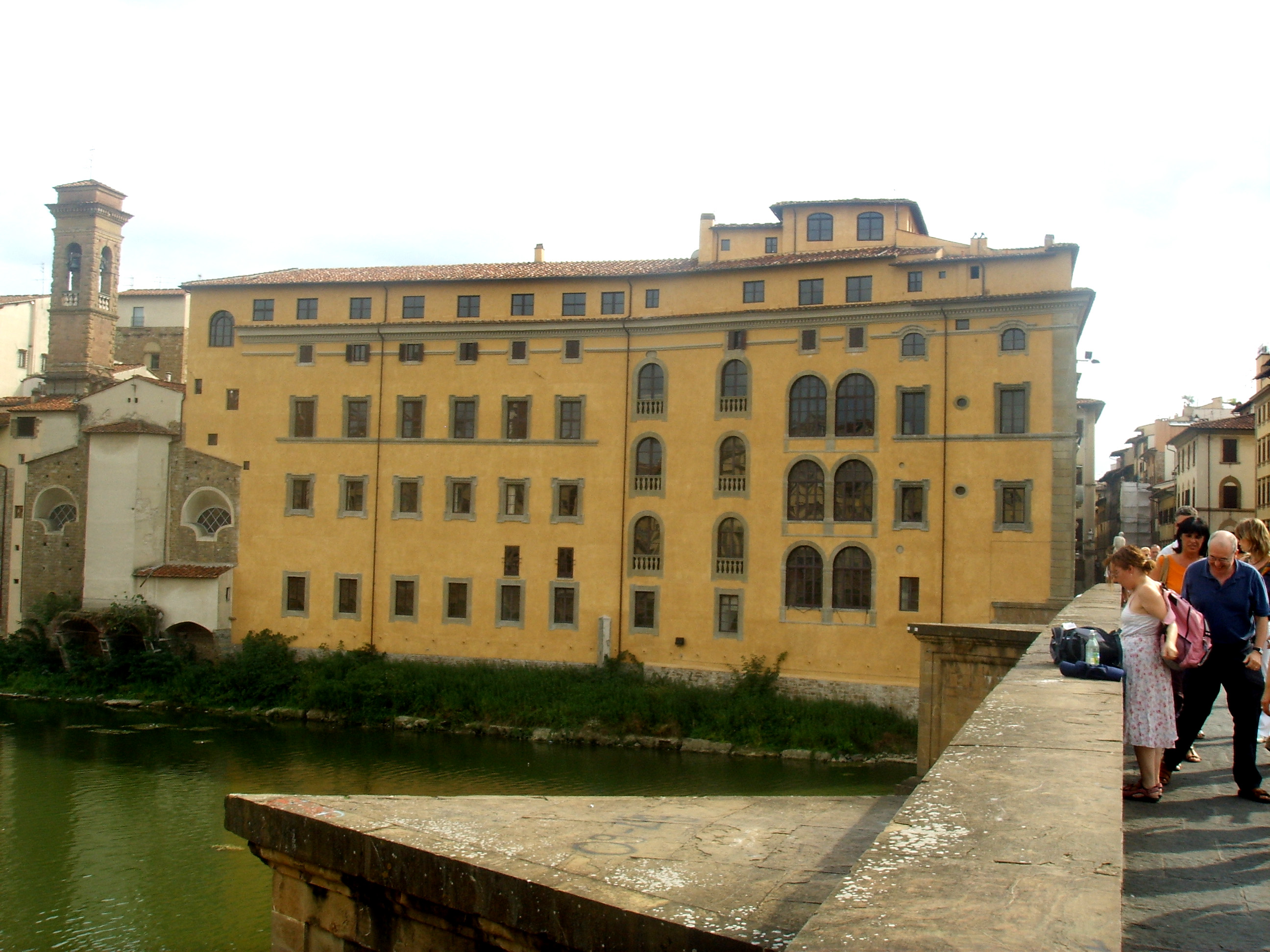
O palácio visto da Ponte Santa Trinita
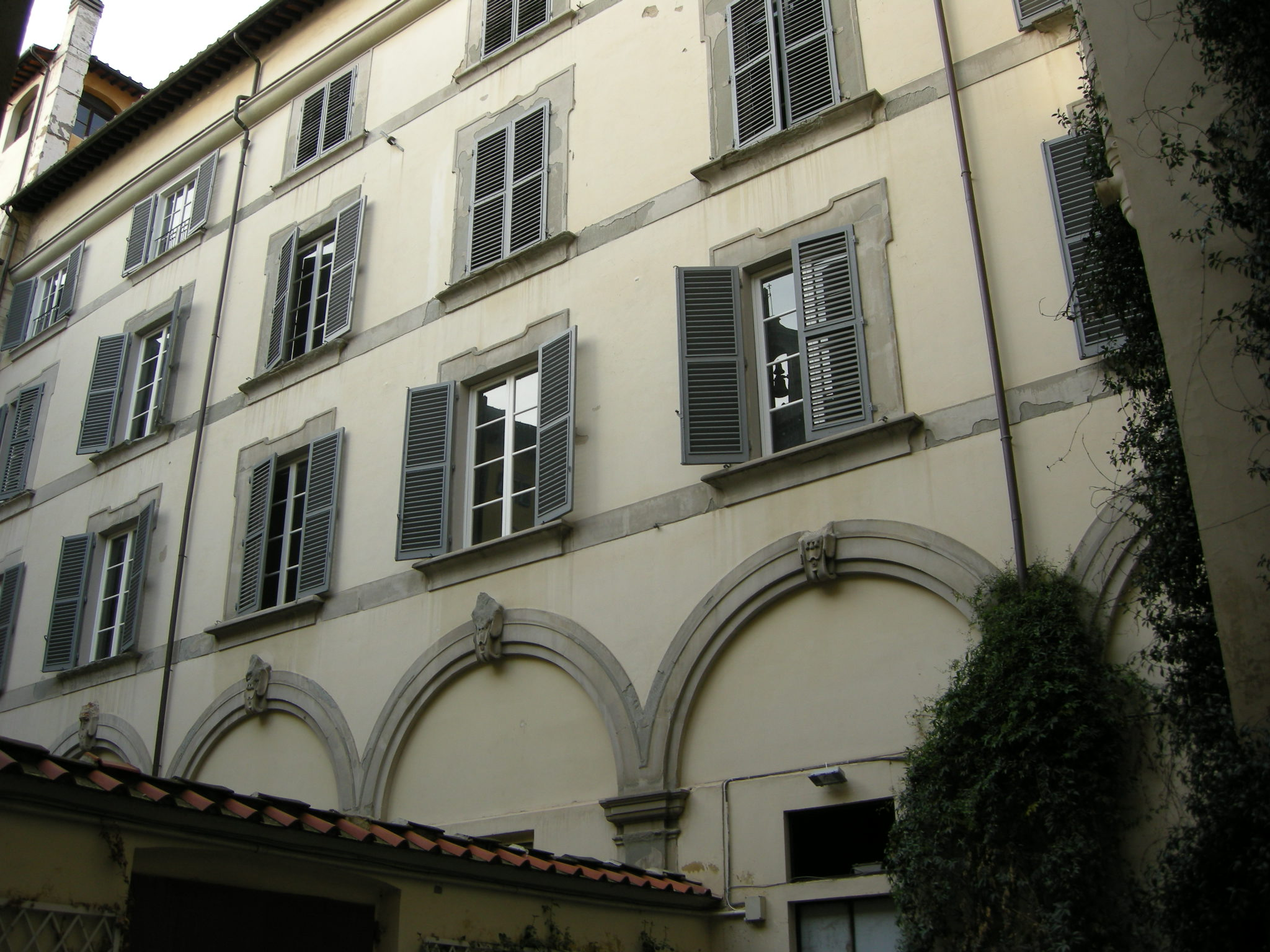
O pátio
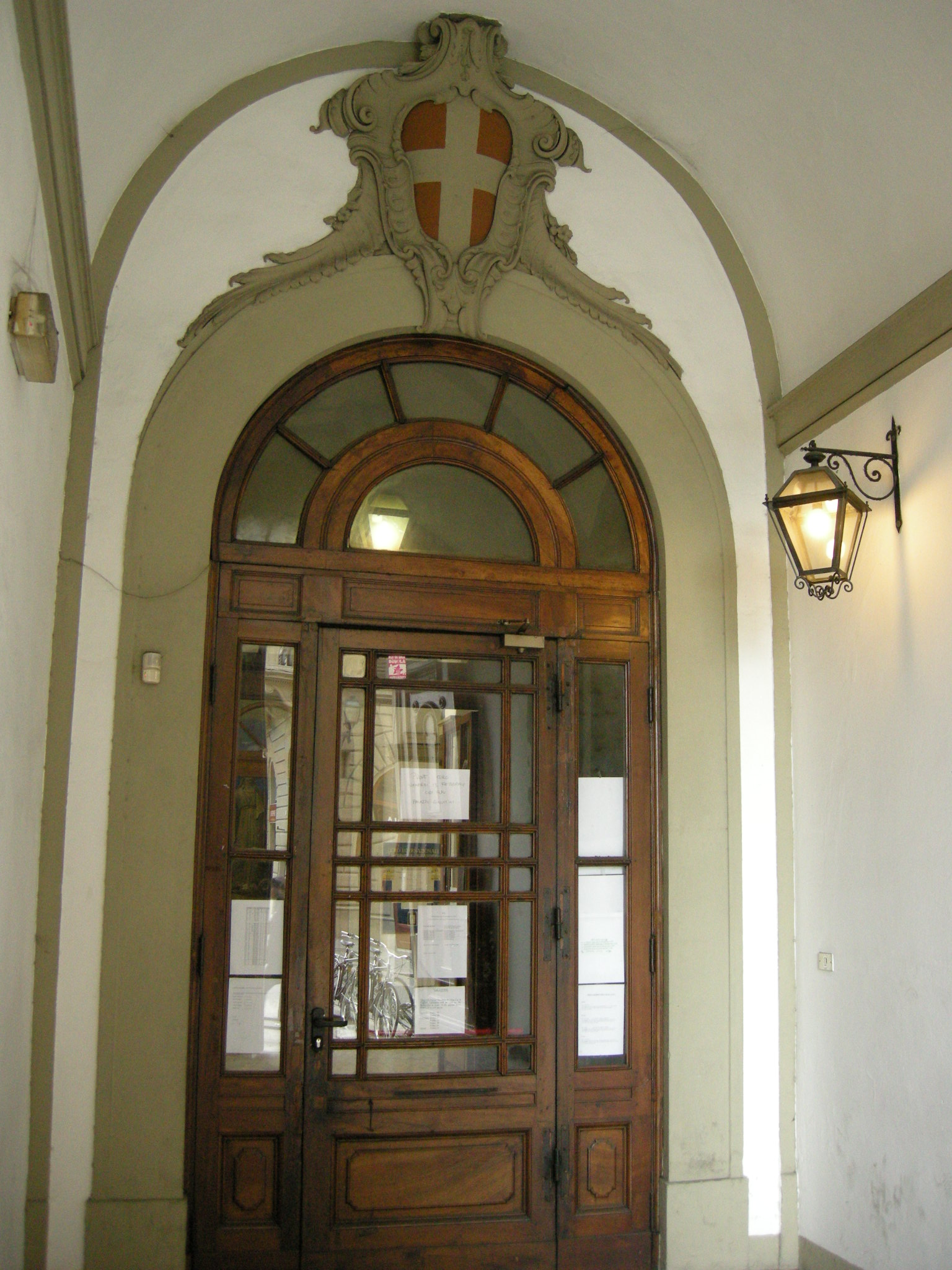
O átrio de entrada com o brasão Sabóia
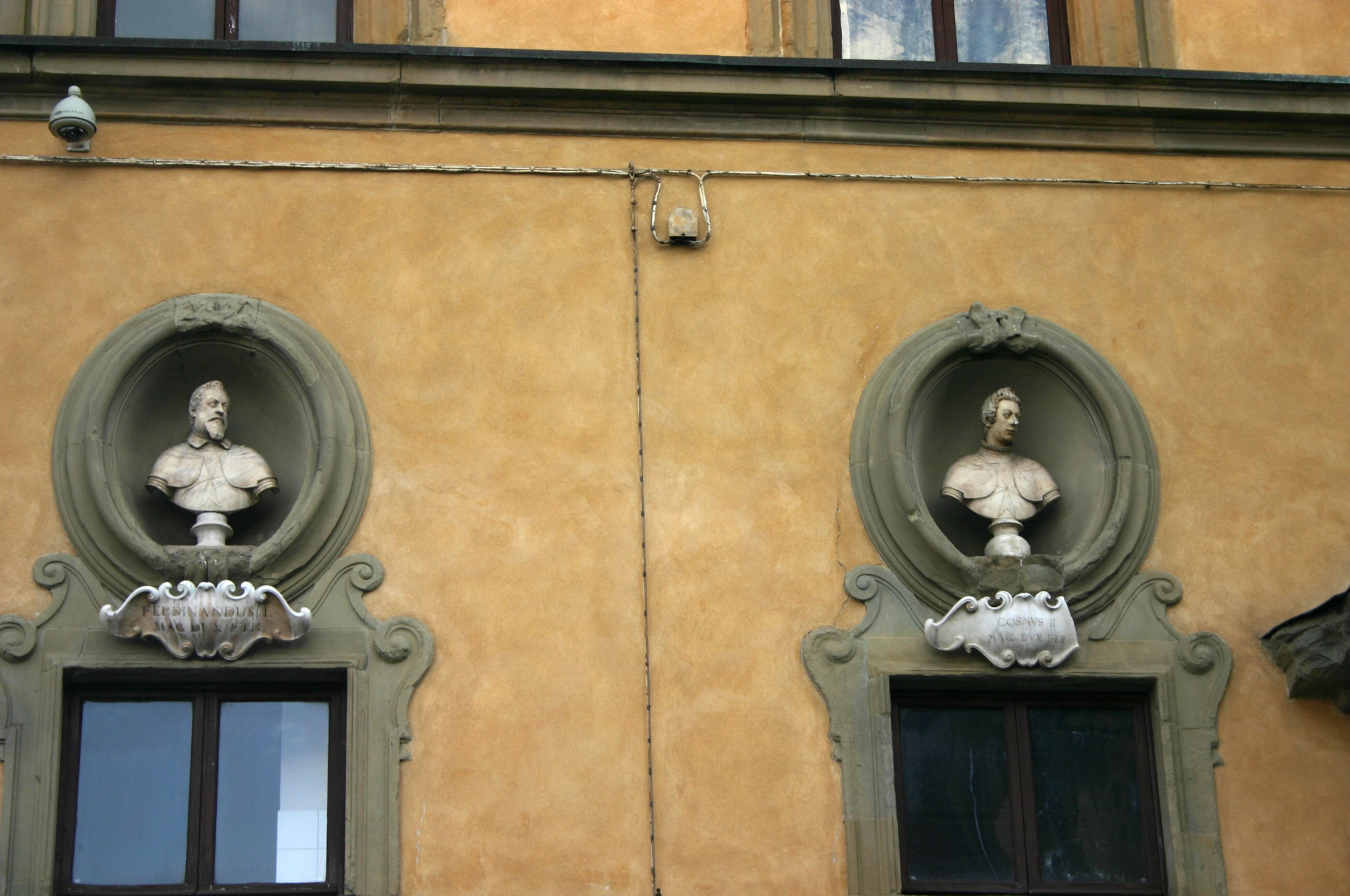
Detalhe da fachada: bustos de Fernando e Cosme II de Médici
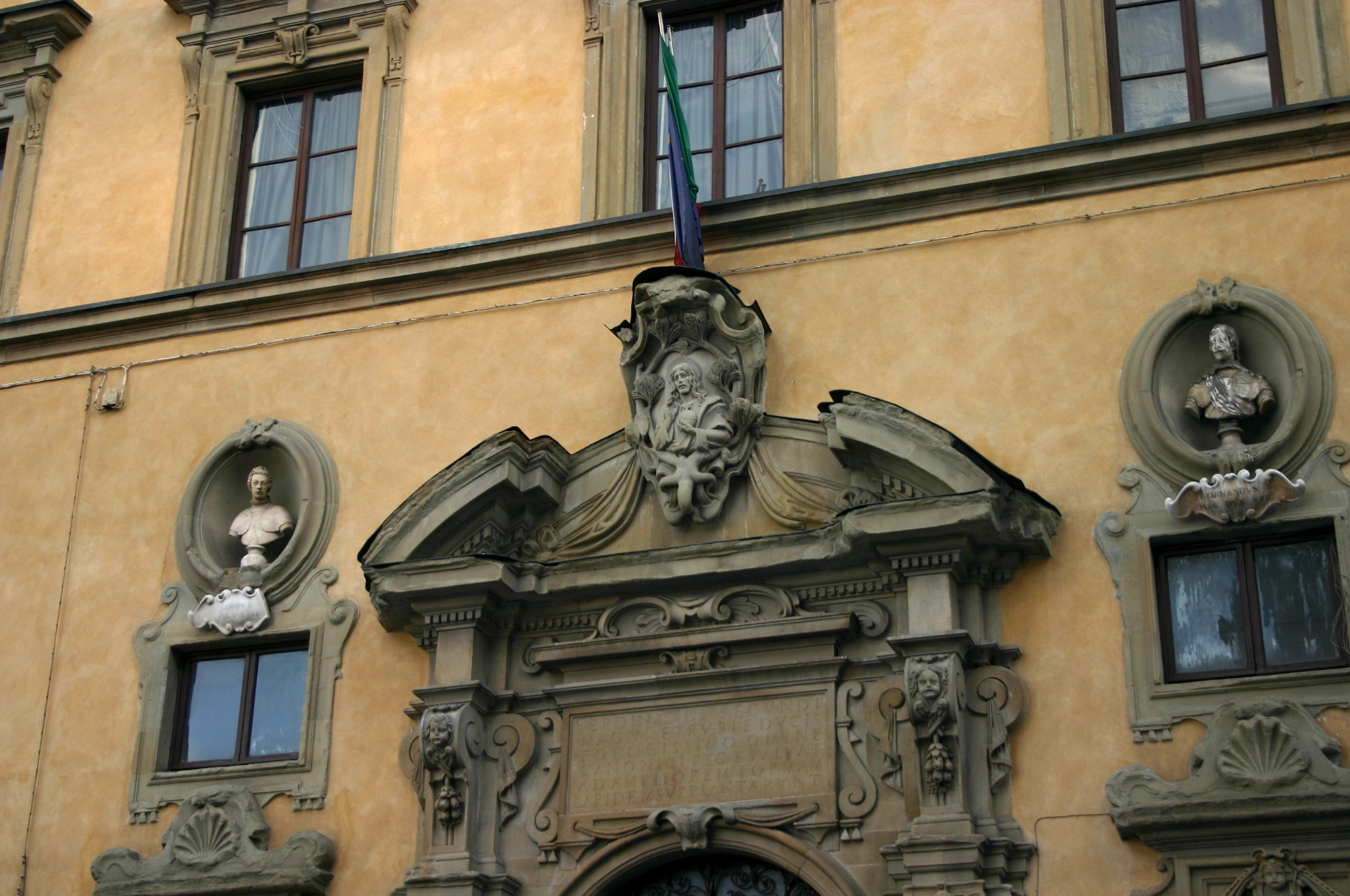
Detalhe do portal